# 马毓真
马毓真（1934年9月26日—），籍贯山东宁阳，生于北京，中华人民共和国外交官。

## 生平
1954年，马毓真毕业于北京外国语学院英语系，进入中华人民共和国外交部工作，先后在外交部新闻司、驻缅甸大使馆任职。1980年，任驻加纳大使馆一等秘书，后升任参赞。1984年，任外交部新闻司司长、外交部发言人。1988年2月，出任中华人民共和国驻洛杉矶总领事。1991年5月，出任中华人民共和国驻英国大使。1995年，任国务院新闻办公室副主任。1997年7月，出任外交部驻香港特派员公署特派员。2001年4月，任满回京。

## 家庭
已婚，有一子一女。